# コルビー・ラスムス
- コルビー・ラスマス

コルビー・ライアン・ラスムス（Colby Ryan Rasmus, 1986年8月11日 - ）は、アメリカ合衆国ジョージア州マスコギー郡コロンバス出身の元プロ野球選手（外野手）。
弟のコーリー・ラスムスもプロ野球選手（投手）である。

## 経歴

### プロ入りとカージナルス時代
2005年のMLBドラフト1巡目（全体28位）でセントルイス・カージナルスから指名され、プロ入り。
2006年、2007年と2年連続でカージナルス傘下の最優秀マイナー選手に選出され、ベースボール・アメリカ誌の有望株ランキングでは2007年から3年連続でカージナルス傘下で最高評価を受けた。
2007年シーズン終了後、カージナルスで中堅手を務めたジム・エドモンズのサンディエゴ・パドレスへのトレード移籍はラスムスに出場機会を与えるためと言われたが、2008年は開幕をAAA級メンフィス・レッドバーズで迎えた。結局、メジャーに昇格することなくシーズンを終えた。
2009年4月7日のピッツバーグ・パイレーツ戦でメジャーデビュー。4打数2安打を記録し、華々しいメジャーデビューを果たした。最終的には147試合に出場し、打率.251・16本塁打・52打点という成績を記録し、新人王投票では8位にランクインした。
2010年は、前年よりも3試合少ない144試合の出場で、打率.276・23本塁打・68打点・12盗塁を記録し、いずれの部門でも2009年を上回る数字をマークした。一方、出場試合数を超える148三振を喫するなど、三振の多さが目立った。しかし、その他得点・安打・二塁打・三塁打・四球・出塁率・長打率・OPSなどの部門でも前年より優れた数字を残した為、野球面では飛躍したシーズンとなった。しかし、シーズン開幕前にラスムスがチームのGMに対し、出場機会が十分に確保出来ないのであればトレードして欲しいと、自身のトレードを要求した。また、以前よりコルビーの父親であるトニー・ラスムスが、マイナーリーグで好成績を残していた息子のコルビーがメジャーに昇格していない事に対し、球団批判を行っているという事実もあった。実際にシーズンが開幕すると、一定の出場機会が与えられていた為、不満を述べなかったラスムスだったが、後半戦に若手選手のジョン・ジェイに出番が与えられた事に伴って出場機会が減少し始めると、再びトレードを要求した。コルビーがトレードを要求した時期は、チームが首位に躍り出て、チーム・ファンともに意気が向上していた時期だったので、このコルビーのトレード要求は大きく批判された。また、アルバート・プホルスもこの行いを非難した。これについて友成那智は自著の中で、「チームリーダーのプホルスが怒りを爆発させ、『そういうことを公然と言うヤツには来年ここにいてほしくない。チームメートへの侮辱にもつながることだからね。ウチはヤンキースに次ぐ名門球団なんだ。下から上がってきて間もないヤツが、なぜそんなことを言うのか理解に苦しむよ。口を閉じて自分の技量を磨くのがあいつのやるべきことだ。やり方が間違っている』と批判し、大きなニュースになった」と著している。

### ブルージェイズ時代
2011年7月27日に、オクタビオ・ドーテル、エドウィン・ジャクソン、マーク・ゼプチンスキー、コーリー・パターソンとのトレードで、P.J.ウォルターズ、トレバー・ミラー、ブライアン・タレットと共にトロント・ブルージェイズへ移籍したが、移籍後は打率.173と大スランプに陥った。2チームを合わせても打率.225と大失速した。
2012年は23本塁打、自己最多の75打点をマークしたが、2年連続で打率2割2分台となる打率.223に終わった。
2013年は118試合の出場にとどまり、メジャー昇格後では初めて規定打席に届かなかった。しかし、打撃は好調で自己2位となる打率.2757（自己最高は2010年の.2758）で、前年より150打席以上も減少しながら、22本塁打・66打点をマークした
2014年1月17日にブルージェイズと700万ドルの1年契約を結んだ。オフにFAとなった。

### アストロズ時代
2015年1月21日にヒューストン・アストロズと1年契約を結んだ。シーズン後半から活躍が目立ち、チームをプレーオフに導いた。10年ぶりのポストシーズン出場の初戦、ヤンキースとのワイルドカード ゲームでは田中将大から先制本塁打を放った。なお、レギュラーシーズンで放った25本塁打はキャリア最高の本数である。同年11月2日にFAとなったが、12日にクオリファイング・オファーを受け入れ、年俸1580万ドルの1年契約を結んだ。
2016年は左翼手の中心格として107試合に出場し、打率.206・15本塁打・54打点という成績を記録。打率の低空飛行に歯止めが掛からなかったが、通算150本塁打に到達した。守備面では、左翼手で87試合に出場し、無失策・DRS +14を記録したが、レンジファクター（RF）は平均未満と今ひとつだった。中堅手（21試合）と右翼手（11試合）でも無失策・DRS +3を記録し、外野の全ポジションで無失策・DRS +20・さらに13補殺という成績を残した。オフの11月3日にFAとなった。

### レイズ時代
2017年1月30日にタンパベイ・レイズと年俸500万ドルと打席数に応じた最大200万ドルの出来高払いの1年契約を結んだ。臀部の手術のため、4月1日に10日間の故障者リスト入りした。5月2日に復帰したが、6月18日のデトロイト・タイガース戦を最後に欠場し、6月23日に左股関節腱炎で6月19日に遡って再び故障者リストに入った。7月13日、「野球から離れたい」との本人からの申し出によりレイズは制限リストに入れた。「レイズはコルビーの野球からの脱却を全面的に支持している。チームへの貢献に感謝し、彼と彼の家族が最善を尽くすことを願っている。コルビーと彼の家族のプライバシーを尊重し、レイズはこれ以上のコメントはしない。」とレイズは声明で述べた。オフの11月2日にFAとなった。

### オリオールズ時代
2018年2月21日にボルチモア・オリオールズとマイナー契約を結び、スプリングトレーニングに招待選手として参加することになった。3月29日にメジャー契約を結んで開幕25人枠入りした。7月3日には前年に続いて制限リスト入りした。オフの10月29日にFAとなった。

## 詳細情報

### 年度別打撃成績
| 年 度     | 球 団     | 試 合 | 打 席 | 打 数 | 得 点 | 安 打 | 二 塁 打 | 三 塁 打 | 本 塁 打 | 塁 打 | 打 点 | 盗 塁 | 盗 塁 死 | 犠 打 | 犠 飛 | 四 球 | 敬 遠 | 死 球 | 三 振 | 併 殺 打 | 打 率 | 出 塁 率 | 長 打 率 | O P S |
| --------- | --------- | ----- | ----- | ----- | ----- | ----- | -------- | -------- | -------- | ----- | ----- | ----- | -------- | ----- | ----- | ----- | ----- | ----- | ----- | -------- | ----- | -------- | -------- | ----- |
| 2009      | STL       | 147   | 520   | 474   | 72    | 119   | 22       | 2        | 16       | 193   | 52    | 3     | 1        | 5     | 2     | 36    | 3     | 3     | 95    | 5        | .251  | .307     | .407     | .714  |
| 2010      | STL       | 144   | 534   | 464   | 85    | 128   | 28       | 3        | 23       | 231   | 66    | 12    | 8        | 2     | 4     | 63    | 9     | 1     | 148   | 5        | .276  | .361     | .498     | .859  |
| 2011      | STL       | 94    | 386   | 338   | 61    | 83    | 14       | 6        | 11       | 142   | 40    | 5     | 2        | 1     | 2     | 45    | 2     | 0     | 77    | 8        | .246  | .332     | .420     | .753  |
| 2011      | TOR       | 35    | 140   | 133   | 14    | 23    | 10       | 0        | 3        | 42    | 13    | 0     | 0        | 1     | 1     | 5     | 0     | 0     | 39    | 2        | .173  | .201     | .316     | .517  |
| '11計     | TOR       | 129   | 526   | 471   | 75    | 106   | 24       | 6        | 14       | 184   | 53    | 5     | 2        | 2     | 3     | 50    | 2     | 0     | 116   | 10       | .225  | .298     | .391     | .688  |
| 2012      | TOR       | 151   | 625   | 565   | 75    | 126   | 21       | 5        | 23       | 226   | 75    | 4     | 3        | 2     | 4     | 47    | 5     | 7     | 149   | 7        | .223  | .289     | .400     | .689  |
| 2013      | TOR       | 118   | 458   | 417   | 57    | 115   | 26       | 1        | 22       | 209   | 66    | 0     | 1        | 0     | 1     | 37    | 0     | 3     | 135   | 4        | .276  | .338     | .501     | .839  |
| 2014      | TOR       | 104   | 376   | 346   | 45    | 78    | 21       | 1        | 18       | 155   | 40    | 4     | 0        | 0     | 0     | 29    | 2     | 1     | 124   | 1        | .225  | .287     | .448     | .735  |
| 2015      | HOU       | 137   | 485   | 432   | 67    | 103   | 23       | 2        | 25       | 205   | 61    | 2     | 1        | 1     | 3     | 47    | 0     | 2     | 154   | 6        | .238  | .314     | .475     | .789  |
| 2016      | HOU       | 107   | 417   | 369   | 38    | 76    | 10       | 0        | 15       | 131   | 54    | 4     | 1        | 1     | 4     | 43    | 0     | 0     | 121   | 5        | .206  | .286     | .355     | .641  |
| 2017      | TB        | 37    | 129   | 121   | 17    | 34    | 7        | 1        | 9        | 70    | 23    | 1     | 0        | 0     | 1     | 7     | 2     | 0     | 45    | 1        | .281  | .318     | .579     | .896  |
| 2018      | BAL       | 18    | 49    | 45    | 5     | 6     | 1        | 0        | 1        | 10    | 1     | 0     | 0        | 0     | 0     | 3     | 0     | 1     | 19    | 0        | .133  | .204     | .222     | .426  |
| MLB：10年 | MLB：10年 | 1092  | 4119  | 3704  | 536   | 891   | 183      | 21       | 166      | 1614  | 491   | 35    | 17       | 13    | 22    | 362   | 23    | 18    | 1106  | 44       | .241  | .310     | .436     | .745  |

- 2018年度シーズン終了時

### 年度別守備成績
| 年 度 | 球 団 | 中堅（CF） | 中堅（CF） | 中堅（CF） | 中堅（CF） | 中堅（CF） | 中堅（CF） | 左翼（LF） | 左翼（LF） | 左翼（LF） | 左翼（LF） | 左翼（LF） | 左翼（LF） | 右翼（RF） | 右翼（RF） | 右翼（RF） | 右翼（RF） | 右翼（RF） | 右翼（RF） |
| 年 度 | 球 団 | 試 合      | 刺 殺      | 補 殺      | 失 策      | 併 殺      | 守 備 率   | 試 合      | 刺 殺      | 補 殺      | 失 策      | 併 殺      | 守 備 率   | 試 合      | 刺 殺      | 補 殺      | 失 策      | 併 殺      | 守 備 率   |
| ----- | ----- | ---------- | ---------- | ---------- | ---------- | ---------- | ---------- | ---------- | ---------- | ---------- | ---------- | ---------- | ---------- | ---------- | ---------- | ---------- | ---------- | ---------- | ---------- |
| 2009  | STL   | 124        | 258        | 3          | 5          | 1          | .981       | 9          | 9          | 0          | 0          | 0          | 1.000      | 6          | 9          | 0          | 1          | 0          | .900       |
| 2010  | STL   | 134        | 260        | 1          | 5          | 0          | .981       | -          | -          | -          | -          | -          | -          | -          | -          | -          | -          | -          | -          |
| 2011  | STL   | 92         | 223        | 4          | 3          | 0          | .987       | -          | -          | -          | -          | -          | -          | -          | -          | -          | -          | -          | -          |
| 2011  | TOR   | 35         | 79         | 0          | 3          | 1          | .963       | -          | -          | -          | -          | -          | -          | -          | -          | -          | -          | -          | -          |
| '11計 | TOR   | 127        | 302        | 4          | 6          | 1          | .981       | -          | -          | -          | -          | -          | -          | -          | -          | -          | -          | -          | -          |
| 2012  | TOR   | 145        | 304        | 7          | 6          | 1          | .981       | -          | -          | -          | -          | -          | -          | -          | -          | -          | -          | -          | -          |
| 2013  | TOR   | 114        | 308        | 1          | 4          | 1          | .987       | -          | -          | -          | -          | -          | -          | -          | -          | -          | -          | -          | -          |
| 2014  | TOR   | 87         | 234        | 3          | 1          | 0          | .996       | -          | -          | -          | -          | -          | -          | -          | -          | -          | -          | -          | -          |
| 2015  | HOU   | 43         | 71         | 2          | 1          | 1          | .986       | 72         | 80         | 2          | 2          | 0          | .976       | 43         | 84         | 5          | 2          | 2          | .978       |
| 2016  | HOU   | 21         | 33         | 1          | 0          | 0          | 1.000      | 87         | 122        | 11         | 0          | 1          | 1.000      | 11         | 18         | 1          | 0          | 1          | 1.000      |
| 2017  | TB    | 1          | 1          | 0          | 0          | 0          | 1.000      | 23         | 40         | 4          | 0          | 1          | 1.000      | 7          | 13         | 0          | 0          | 0          | 1.000      |
| 2018  | BAL   | 1          | 0          | 0          | 1          | 0          | .000       | 4          | 3          | 0          | 0          | 0          | 1.000      | 11         | 14         | 1          | 0          | 1          | 1.000      |
| MLB   | MLB   | 797        | 1771       | 22         | 29         | 5          | .984       | 195        | 254        | 17         | 2          | 2          | .993       | 78         | 138        | 7          | 3          | 4          | .980       |

- 2018年度シーズン終了時

### 獲得タイトル
- 優秀守備選手賞（Wilson Defensive Player of the Year Award）：1回（2013年）

### 記録
MiLB
- オールスター・フューチャーズゲーム選出：1回（2007年）

### 背番号
- 28（2009年 - 2018年）